# Olympische Winterspiele 1956/Skilanglauf – 3 × 5 km (Frauen)
Die 3 × 5-km-Skilanglaufstaffel der Frauen bei den Olympischen Winterspielen 1956 fand am 1. Februar 1956 im Stadio della neve statt. Olympiasieger wurde die finnische Staffel mit Sirkka Polkunen, Mirja Hietamies und Siiri Rantanen. Die Silbermedaille ging an die Staffel der Sowjetunion, Bronze gewann die schwedische Staffel.

## Ergebnisse
| Platz | #  | Land / Sportlerinnen                                                         | Zeit                                    |
| ----- | -- | ---------------------------------------------------------------------------- | --------------------------------------- |
| 1     | 03 | Finnland 0000Sirkka Polkunen 0000Mirja Hietamies 0000Siiri Rantanen          | 1:09:01 h 23:22 min 22:20 min 23:19 min |
| 2     | 05 | Sowjetunion 0000Ljubow Kosyrewa 0000Alewtina Koltschina 0000Radja Jeroschina | 1:09:28 h 22:58 min 22:38 min 23:52 min |
| 3     | 08 | Schweden 0000Irma Johansson 0000Anna-Lisa Eriksson 0000Sonja Edström         | 1:09:48 h 24:10 min 23:36 min 22:02 min |
| 4     | 07 | Norwegen 0000Kjellfrid Brusveen 0000Gina Regland-Sigstad 0000Rakel Wahl      | 1:10:50 h 23:42 min 24:03 min 23:05 min |
| 5     | 09 | Polen 0000Maria Gąsienica Bukowa 0000Józefa Pęksa 0000Zofia Krzeptowska      | 1:13:20 h 24:30 min 24:10 min 24:40 min |
| 6     | 01 | Tschechoslowakei 0000Eva Benešová 0000Libuše Patočková 0000Eva Lauermanová   | 1:14:19 h 26:23 min 24:05 min 23:51 min |
| 7     | 10 | Deutschland 0000Elfriede Uhlig 0000Else Ammann 0000Sonnhilde Hausschild      | 1:15:33 h 25:11 min                     |
| 8     | 02 | Italien 0000Fides Romanin 0000Rita Bottero 0000Ildegarda Taffra              | 1:16:11 h 25:44 min 25:23 min 25:04 min |
| 9     | 04 | Jugoslawien 0000Amalija Belaj 0000Biserka Vodenlič 0000Nada Kustec           | 1:18:54 h 26:38 min 26:39 min 25:37 min |
| DSQ   | 06 | Rumänien 0000Iuliana Simon 0000Ștefania Botcariu 0000Elena Zangor            |                                         |